# Nico Rensmann
Nico Rensmann (* 9. Oktober 1996 in Düsseldorf) ist ein deutscher Leichtathlet.

## Karriere
Bis 2013 trat Rensmann für den Haaner TV an, danach wechselte er zum TSV Bayer 04 Leverkusen.
Bei den Deutschen Meisterschaften 2021 belegte er im Speerwurf den sechsten Platz. Im nächsten Jahr belegte er den vierten Platz. 2023 belegte er den siebten Platz. Bei den Deutschen Hallenmeisterschaften 2023 holte er die Bronzemedaille. Bei den Deutschen Hallenmeisterschaften 2024 verbesserte er sich auf Platz zwei.